# Kantongerecht Schoonhoven

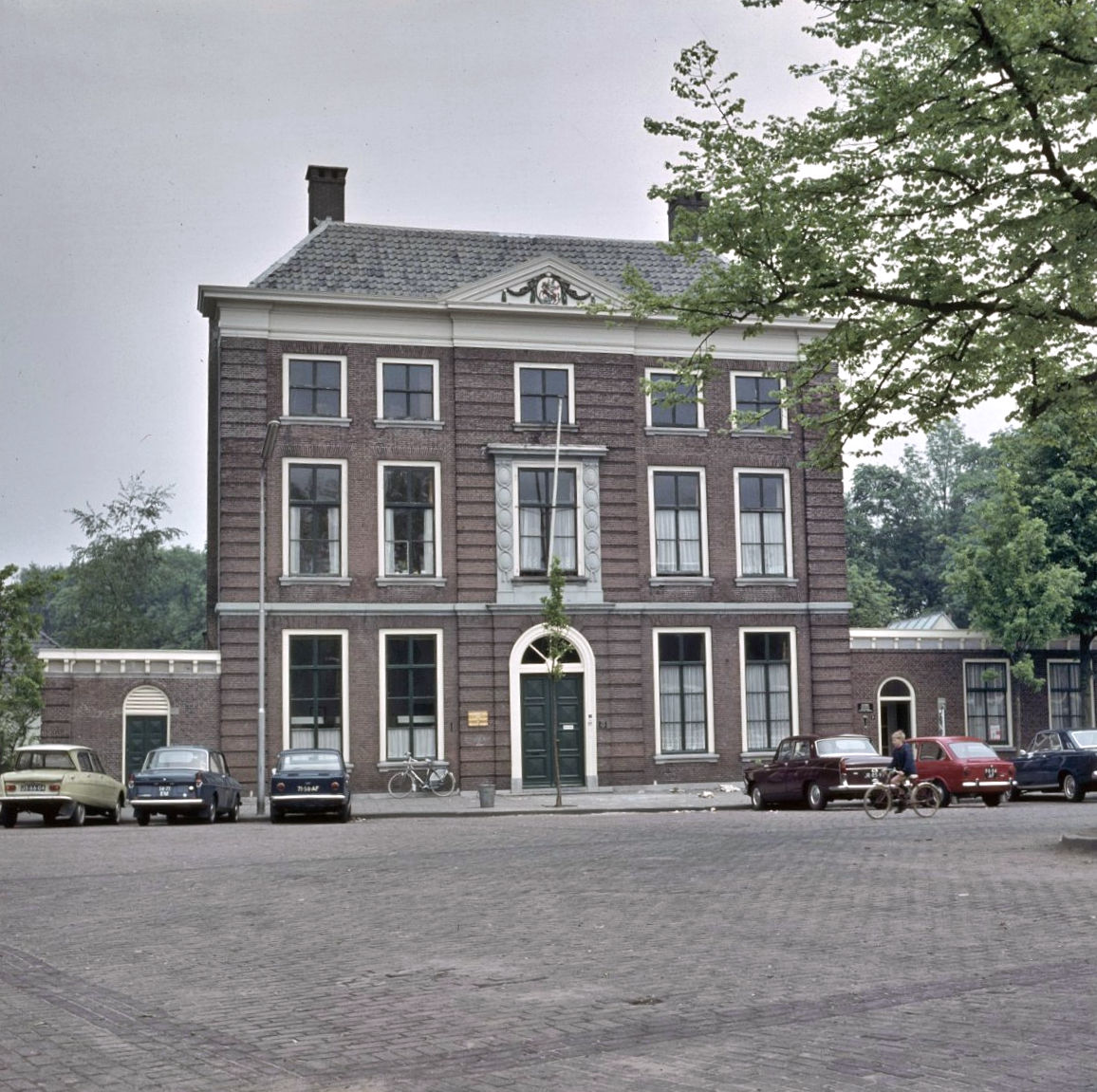
De Doelen

Het kantongerecht Schoonhovenwas van 1838 tot 1934 een van de kantongerechten in Nederland. Bij de oprichting was Schoonhoven het zevende kanton van het arrondissement Rotterdam. Het gerecht kreeg in 1908 de beschikking over een gedeelte van het Doelenhuis. Na de opheffing werd het kanton gevoegd bij het kanton Gouda.